# Akodon kofordi
Espèce
Synonymes
- Akodon (Akodon) kofordi Myers & Patton, 1989[2]

Statut de conservation UICN

 LC  : Préoccupation mineure
Akodon kofordi est une espèce de rongeurs de la famille des Cricetidae.

## Répartition et habitat
Cette espèce est présente au Pérou et en Bolivie entre 1 800 et 3 700 m d'altitude.

## Étymologie
Son nom spécifique, kofordi, lui a été donné en l'honneur de Carl B. Koford (d) en reconnaissance de son travail sur l'écologie, l'histoire naturelle et la systématique des mammifères du Pérou.

## Publication originale
- (en) Philip Myers et James L. Patton, « Akodon of Peru and Bolivia-Revision of the fumeus group (Rodentia: Sigmodontinae) », Occasional papers of the Museum of Zoology, University of Michigan, Ann Arbor, Inconnu, no 721,‎ 11 décembre 1989, p. 1-35 (ISSN 0076-8413, lire en ligne).